# Noah Williams
Noah Oliver Williams (Londres, 15 de mayo de 2000) es un deportista británico que compite en saltos de plataforma.
Participó en dos Juegos Olímpicos de Verano, en los años 2020 y 2024, obteniendo dos medallas, en París 2024, plata en la prueba sincronizada (junto con Tom Daley) y bronce individual.
Ganó dos medallas de plata en el Campeonato Mundial de Natación, en los años 2022 y 2024, y ocho medallas en el Campeonato Europeo de Natación entre los años 2017 y 2022.

## Palmarés internacional
| Juegos Olímpicos   | Juegos Olímpicos      | Juegos Olímpicos  | Juegos Olímpicos             |
| Año                | Lugar                 | Medalla           | Prueba                       |
| ------------------ | --------------------- | ----------------- | ---------------------------- |
| 2024               | París (Francia)       | Medalla de plata  | Plataforma 10 m sincro       |
| 2024               | París (Francia)       | Medalla de bronce | Plataforma 10 m              |
| Campeonato Mundial |                       |                   |                              |
| Año                | Lugar                 | Medalla           | Prueba                       |
| 2022               | Budapest (Hungría)    | Medalla de plata  | Plataforma 10 m sincro       |
| 2024               | Doha (Catar)          | Medalla de plata  | Plataforma 10 m sincro       |
| Campeonato Europeo |                       |                   |                              |
| Año                | Lugar                 | Medalla           | Prueba                       |
| 2017               | Kiev (Ucrania)        | Medalla de bronce | Plataforma 10 m sincro       |
| 2018               | Glasgow (Reino Unido) | Medalla de plata  | Plataforma 10 m sincro       |
| 2019               | Kiev (Ucrania)        | Medalla de plata  | Plataforma 10 m sincro mixto |
| 2019               | Kiev (Ucrania)        | Medalla de bronce | Plataforma 10 m sincro       |
| 2019               | Kiev (Ucrania)        | Medalla de bronce | Equipo mixto                 |
| 2021               | Budapest (Hungría)    | Medalla de plata  | Plataforma 10 m sincro mixto |
| 2022               | Roma (Italia)         | Medalla de plata  | Plataforma 10 m              |
| 2022               | Roma (Italia)         | Medalla de bronce | Equipo mixto                 |